# Club Deportivo Atlético Baleares
Maillots
Actualités
Le Club Deportivo Atlético Baleares est un club espagnol de football basé à Palma (Île de Majorque, Îles Baléares, Espagne) et fondé en 1920. Le club présidé par Ingo Volckmann évolue en Segunda División B.
Le club joue ses matchs au Terrain de Son Malferit.

## Histoire
La période la plus prolifique est celle des années 1950 et années 1960, où le club réalise deux montées (Segunda División) en 1951 et 1961. Il joue au total quatre saisons à ce niveau.
Le club se stabilise ensuite en (Tercera División), et il monte quelquefois en (Segunda División B) en 1977, 1987 et 2008, mais sans jamais arriver se stabiliser à ce niveau.
Lors de la saison 2011-2012, le club évolue en (Segunda División B) et termine premier de son groupe avec 73 points sans pour autant accéder au niveau supérieur.

## Palmarès
- Champion de Segunda División B (3) : 2012, 2019 et 2020
- Champion de Tercera División (11) : 1951, 1956, 1961, 1965, 1968, 1998, 2000, 2001, 2002, 2008 et 2010
- Vice-champion de Tercera División (10) : 1957, 1958, 1960, 1964, 1966, 1986, 1987, 1994, 1995 et 1997
- Champion de Regional Preferente (3) : 1975, 1983 et 2006
- Vainqueur de Copa RFEF (1) : 2016
- Champion de Majorque (1) : 1928
- Vice-champion des Baléares (1) : 1928
- Vice-champion de Majorque (9) : 1925, 1926, 1930, 1932, 1934, 1935, 1936, 1937 et 1939
- Trophée Nicolás Brondo (25) : 1966, 1967, 1970, 1974, 1975, 1977, 1979, 1980, 1987, 1989, 1991, 1996 a 1999, 2001, 2004, 2007, 2010 a 2016

## Saisons
- Saisons en Segunda División (4) : 1951-52, 1952-53, 1961-62 et 1962-63
- Saisons en Segunda División B (11) : 1977-78, 1987-88, 1988-89, 1989-90, 2008-09, 2010-11, 2011-12, 2012-13, 2013-14, 2014-15 et 2015-16
- Saisons en Tercera División (53) : 1943 à 1951, 1953 à 1961, 1963 à 1973, 1975 à 1977, 1978 à 1981, 1984 à 1987, 1990 à 2005, 2006 à 2008 et 2009-10
- Saisons en Regional Preferente (8) : 1940 à 1943, 1973-74, 1974-75, 1981-82, 1982-83 et 2005-06

## Classement au Championnat

### Championnat de Majorque
| - 1923-24: 1re Catégorie (3e) - 1924-25: 1re Catégorie (2e) - 1925-26: 1re Catégorie (2e) - 1926-27: 1re Catégorie (3e) - 1927-28: 1re Catégorie (1er) | - 1928-29: 1re Catégorie (3e) - 1929-30: 1re Catégorie (2e) - 1930-31: 1re Catégorie (4e) - 1931-32: 1re Catégorie (2e) - 1932-33: 1re Catégorie (5e) | - 1933-34: 1re Catégorie (2e) - 1934-35: 1re Catégorie (2e) - 1935-36: 1re Catégorie (2e) - 1936-37: 1re Catégorie (2e) - 1937-38: 1re Catégorie (4e) | - 1938-39: 1re Catégorie (2e) - 1939-40: 1re Catégorie (5e) |

### Championnat de Espagne
| - 1940-41: 1er Régional (6e) - 1941-42: 1er Régional (3e) - 1942-43: 1er Régional (2e) - 1943-44: 3e División (8e) - 1944-45: 3e División (7e) - 1945-46: 3e División (3e) - 1946-47: 3e División (3e) - 1947-48: 3e División (7e) - 1948-49: 3e División (9e) - 1949-50: 3e División (7e) - 1950-51: 3e División (1er) - 1951-52: 2e División (10e) - 1952-53: 2e División (14e) - 1953-54: 3e División (7e) - 1954-55: 3e División (5e) - 1955-56: 3e División (1er) - 1956-57: 3e División (2e) - 1957-58: 3e División (2e) - 1958-59: 3e División (3e) - 1959-60: 3e División (2e) | - 1960-61: 3e División (1er) - 1961-62: 2e División (10e) - 1962-63: 2e División (14e) - 1963-64: 3e División (2e) - 1964-65: 3e División (1er) - 1965-66: 3e División (2e) - 1966-67: 3e División (3e) - 1967-68: 3e División (1er) - 1968-69: 3e División (5e) - 1969-70: 3e División (8e) - 1970-71: 3e División (17e) - 1971-72: 3e División (10e) - 1972-73: 3e División (19e) - 1973-74: Regional Preferente (3e) - 1974-75: Regional Preferente (1er) - 1975-76: 3e División (15e) - 1976-77: 3e División (6e) - 1977-78: 2e División B (20e) - 1978-79: 3e División (17e) - 1979-80: 3e División (13e) | - 1980-81: 3e División (19e) - 1981-82: Regional Preferente (3e) - 1982-83: Regional Preferente (1er) - 1983-84: 3e División (4e) - 1984-85: 3e División (3e) - 1985-86: 3e División (2e) - 1986-87: 3e División (2e) - 1987-88: 2e División B (12e) - 1988-89: 2e División B (6e) - 1989-90: 2e División B (20e) - 1990-91: 3e División (3e) - 1991-92: 3e División (3e) - 1992-93: 3e División (8e) - 1993-94: 3e División (2e) - 1994-95: 3e División (2e) - 1995-96: 3e División (3e) - 1996-97: 3e División (2e) - 1997-98: 3e División (1er) - 1998-99: 3e División (4e) - 1999-00: 3e División (1er) | - 2000-01: 3e División (1er) - 2001-02: 3e División (1er) - 2002-03: 3e División (8e) - 2003-04: 3e División (9e) - 2004-05: 3e División (19e) - 2005-06: Regional Preferente (1er) - 2006-07: 3e División (6e) - 2007-08: 3e División (1er) - 2008-09: 2e División B (20e) - 2009-10: 3e División (1er) - 2010-11: 2e División B (13e) - 2011-12: 2e División B (1er) - 2012-13: 2e División B (11e) - 2013-14: 2e División B (5e) - 2014-15: 2e División B (12e) - 2015-16: 2e División B (9e) - 2016-17: 2e División B (4e) - 2017-18: 2e División B (15e) - 2018-19: 2e División B (1er) - 2019-20: 2e División B (1er) |

## Stade
Le club joue ses matches dans Son Malferit, qui a une capacité de 1 200 spectateurs. L'inauguration a lieu en 1959 et possède une pelouse artificielle.